# Mers-sur-Indre
Mers-sur-Indre és un municipi francès, situat al departament de l'Indre i a la regió de Centre – Vall del Loira. L'any 2007 tenia 574 habitants.

## Demografia

### Població
El 2007 la població de fet de Mers-sur-Indre era de 574 persones. Hi havia 239 famílies, de les quals 77 eren unipersonals (24 homes vivint sols i 53 dones vivint soles), 85 parelles sense fills i 77 parelles amb fills.
La població ha evolucionat segons el següent gràfic:
Habitants censats

### Habitatges
El 2007 hi havia 323 habitatges, 245 eren l'habitatge principal de la família, 54 eren segones residències i 24 estaven desocupats. 315 eren cases i 5 eren apartaments. Dels 245 habitatges principals, 200 estaven ocupats pels seus propietaris, 36 estaven llogats i ocupats pels llogaters i 9 estaven cedits a títol gratuït; 2 tenien una cambra, 20 en tenien dues, 54 en tenien tres, 69 en tenien quatre i 100 en tenien cinc o més. 159 habitatges disposaven pel capbaix d'una plaça de pàrquing. A 88 habitatges hi havia un automòbil i a 132 n'hi havia dos o més.

### Piràmide de població
La piràmide de població per edats i sexe el 2009 era:
| Homes | Edats   | Dones |
| ----- | ------- | ----- |
| 0     | 95 o +  | 0     |
| 0     | 90 a 94 | 4     |
| 8     | 85 a 89 | 12    |
| 4     | 80 a 84 | 8     |
| 8     | 75 a 79 | 20    |
| 16    | 70 a 74 | 16    |
| 28    | 65 a 69 | 12    |
| 16    | 60 a 64 | 16    |
| 4     | 55 a 59 | 12    |
| 36    | 50 a 54 | 20    |
| 16    | 45 a 49 | 12    |
| 28    | 40 a 44 | 20    |
| 16    | 35 a 39 | 8     |
| 12    | 30 a 34 | 24    |
| 36    | 25 a 29 | 20    |
| 4     | 20 a 24 | 12    |
| 20    | 15 a 19 | 16    |
| 20    | 10 a 14 | 20    |
| 20    | 5 a 9   | 20    |
| 16    | 0 a 4   | 32    |

## Economia
El 2007 la població en edat de treballar era de 352 persones, 263 eren actives i 89 eren inactives. De les 263 persones actives 250 estaven ocupades (141 homes i 109 dones) i 12 estaven aturades (5 homes i 7 dones). De les 89 persones inactives 29 estaven jubilades, 16 estaven estudiant i 44 estaven classificades com a «altres inactius».

### Ingressos
El 2009 a Mers-sur-Indre hi havia 252 unitats fiscals que integraven 599,5 persones, la mediana anual d'ingressos fiscals per persona era de 17.548 €.

### Activitats econòmiques
Dels 32 establiments que hi havia el 2007, 1 era d'una empresa alimentària, 1 d'una empresa de fabricació d'altres productes industrials, 5 d'empreses de construcció, 6 d'empreses de comerç i reparació d'automòbils, 6 d'empreses de transport, 1 d'una empresa d'hostatgeria i restauració, 1 d'una empresa financera, 4 d'empreses de serveis, 2 d'entitats de l'administració pública i 5 d'empreses classificades com a «altres activitats de serveis».
Dels 8 establiments de servei als particulars que hi havia el 2009, 1 era una oficina de correu, 1 taller de reparació d'automòbils i de material agrícola, 2 paletes, 2 electricistes i 2 perruqueries.
Dels 3 establiments comercials que hi havia el 2009, 1 era una botiga de menys de 120 m², 1 una fleca i 1 una botiga de material de revestiment de parets i terra.
L'any 2000 a Mers-sur-Indre hi havia 31 explotacions agrícoles que ocupaven un total de 828 hectàrees.

## Equipaments sanitaris i escolars
El 2009 hi havia una escola elemental integrada dins d'un grup escolar amb les comunes properes formant una escola dispersa.

## Poblacions més properes
El següent diagrama mostra les poblacions més properes.